# Ezequiel Viñao
Ezequiel Viñao (Buenos Aires, 21 de julio de 1960) es un compositor argentino-estadounidense.

## Biografía
Nacido en Buenos Aires, Argentina emigró a Estados Unidos en 1980 y estudió en la Escuela Juilliard. Sus composiciones incluyen La Noche de las Noches (1989) para cuarteto de cuerda y electrónica, que ganó el Primer Premio en la Tribuna de Compositores Latinoamericanos de la UNESCO en 1993; seis Études (1993) para piano solo, que fueron galardonados con el Premio Kennedy Center Friedheim en 1995; un segundo cuarteto de cuerda The Loss and the Silence (2004), encargado por el Cuarteto Juilliard y titulado con una cita de Historia de Aragorn y Arwen de J. R. R. Tolkien; The Wanderer (2005) para voces a capela, encargado por Chanticleer y Chicago a capela, y titulado para el poema en inglés antiguo del mismo nombre; y Sirocco Dust (2009), encargado por la Biblioteca del Congreso para el St. Lawrence String Quartet. Actualmente reside en Nueva York.